# West Simsbury
West Simsbury es un lugar designado por el censo ubicado en el condado de Hartford en el estado estadounidense de Connecticut. En 2000 tenía una población de 2 395 habitantes y una densidad poblacional de 211 personas por km².

## Geografía
West Simsbury se encuentra ubicada en las coordenadas 41°52′23″N 72°52′29″O / 41.87306, -72.87472.

## Demografía
Según la Oficina del Censo en 2000 los ingresos medios por hogar en la localidad eran de $95 023 y los ingresos medios por familia eran $107 463. Los hombres tenían unos ingresos medios de $100 000 frente a los $48 750 de las mujeres. La renta per cápita para la localidad era de $39 887. Alrededor del 1,3% de la población estaba por debajo del umbral de pobreza.